# 日本軽金属サッカー部
日本軽金属サッカー部（にっぽんけいきんぞくサッカーぶ）は、静岡県清水市（現:静岡市清水区）を本拠地に活動していた日本軽金属のサッカー部。

## 概要
第2次世界大戦後の1948年に日本軽金属のサッカー同好会として創立された。1952年に日本代表の松永信夫らが加わり本格的な強化が始まる。1954年の国民体育大会で4位、翌1955年に3位入賞を果たし、全日本実業団サッカー選手権大会では1964年まで続いた同大会に毎回出場し1953年に3位入賞を果たしている。
1966年に始まった東海社会人サッカーリーグに初年度から参加。1970年代初頭までに優勝2回（1968年、1969年）、準優勝3回（1966年、1970年、1971年）と好成績を残し、1972年に日本サッカーリーグが2部制になった際に昇格を果たした。昇格初年度は6位に入ったものの、翌1973年に会社の業績不振により廃部が決定した。
同年には「羽衣クラブ」としてJSLに残留したが、最下位となり、入替戦でも住友金属工業蹴球団（現：鹿島アントラーズ）に敗れ、東海社会人リーグへ降格した。
その後は、1974年に東海社会人リーグで準優勝を最後に完全に休部した。残った選手達は「日軽クラブ」を結成して清水市のリーグや静岡県リーグに参加をした。
ちなみに日軽化工清水工場サッカー部というクラブも存在し、桑原勝義（元本田技研監督）が所属していた。

## タイトル

### カップ戦
- 国民体育大会一般の部
  - 3位: 1回（1955年）
- 全日本実業団サッカー選手権大会
  - 3位: 1回（1953年）

### リーグ戦
- 東海社会人サッカーリーグ
  - 優勝: 2回（1968年、1969年）
  - 準優勝: 4回（1965年、1970年、1971年、1974年）
  - 3位: 1回（1967年）

## 成績
| 年度 | 所属   | 順位 | 勝点 | 試合 | 勝利 | 引分 | 敗戦 | 得点 | 失点 | 得失 |
| ---- | ------ | ---- | ---- | ---- | ---- | ---- | ---- | ---- | ---- | ---- |
| 1966 | 東海   | 2位  | 12   | 7    | 6    | 0    | 1    | 29   | 3    | +26  |
| 1967 | 東海   | 3位  | 9    | 7    | 4    | 1    | 2    | 17   | 9    | +8   |
| 1968 | 東海   | 優勝 | 12   | 7    | 6    | 0    | 1    | 21   | 6    | +15  |
| 1969 | 東海   | 優勝 | 14   | 7    | 7    | 0    | 0    | 42   | 2    | +40  |
| 1970 | 東海   | 2位  | 20   | 14   | 9    | 2    | 3    | 45   | 17   | +28  |
| 1971 | 東海   | 2位  | 20   | 14   | 8    | 4    | 2    | 33   | 17   | +16  |
| 1972 | JSL2部 | 6位  | 16   | 18   | 7    | 2    | 9    | 31   | 33   | -2   |
| 1973 | JSL2部 | 10位 | 9    | 18   | 3    | 3    | 12   | 25   | 48   | -23  |
| 1974 | 東海   | 2位  | 18   | 13   | 7    | 4    | 2    | 33   | 15   | +18  |

## 歴代監督
- 荒井禎造
- 松永信夫

## 歴代所属選手
- 松永信夫